# Nick Carter (détective)
Pour les articles homonymes, voir Nick Carter et Carter.
 (avril 2019).
Nick Carter est un détective privé de fiction qui est apparu pour la première fois dans des dime novels (roman à deux sous) à la fin du XIXe siècle.

## Littérature

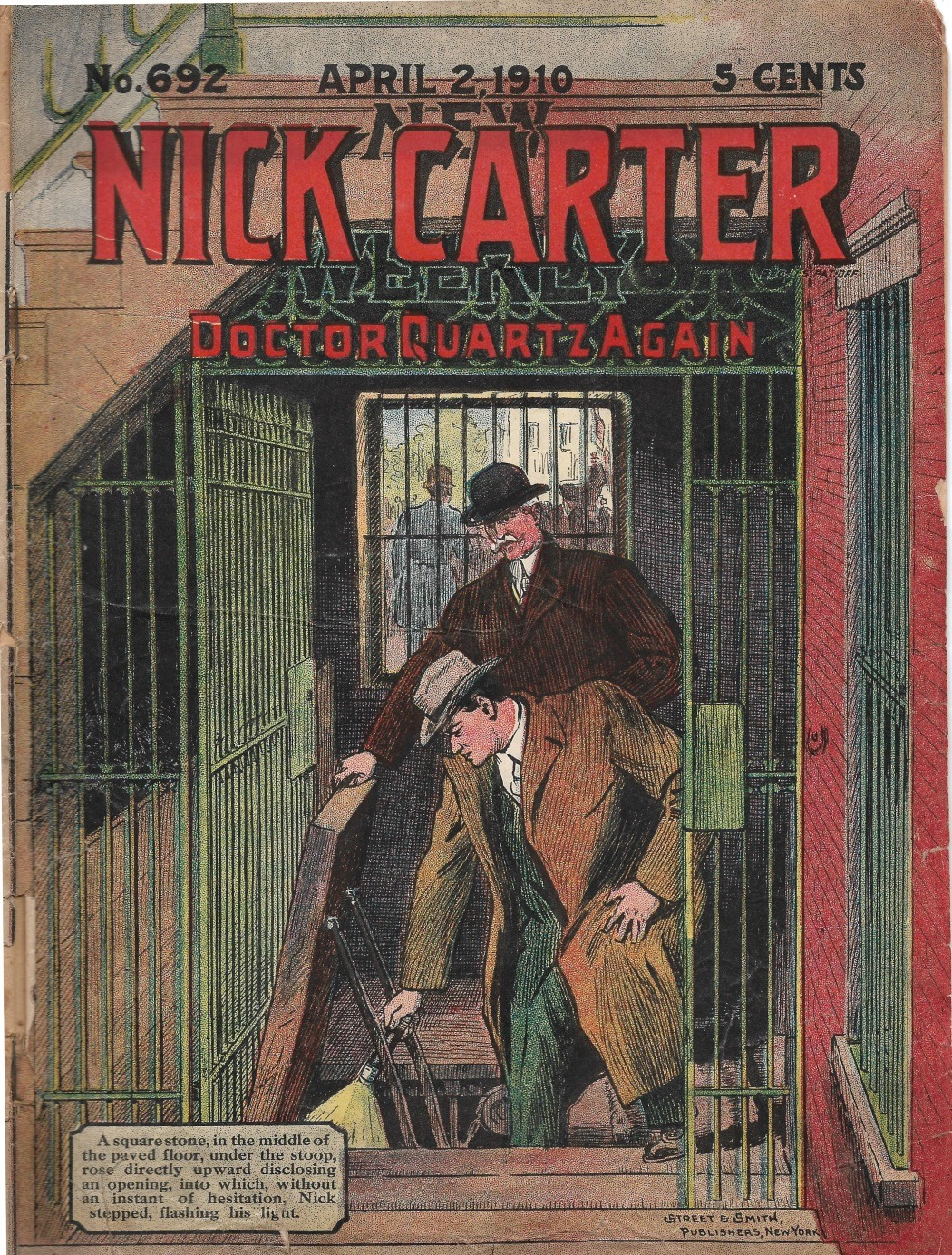
Couverture de New Nick Carter Weekly no 692, « Doctor Quartz Again », 2 avril 1910.

Le personnage de Nick Carter apparaît en septembre 1886 dans une nouvelle de John R. Coryell intitulée The Old Detective's Pupil; or, The Mysterious Crime of Madison Square. Ce premier auteur écrivant sous d'autres pseudonymes, il abandonne le personnage qui est repris par Frederick van Rensselaer Dey qui écrit une nouvelle par semaine pendant 17 ans.
Adversaire récurrent de Nick Carter dans les dime novels, le docteur Jack Quartz est l'un des premiers génies du mal de la littérature puisqu'il précède le professeur Moriarty de quelques années : le personnage apparaît initialement dans Nick Carter Library, n° 13, 31 octobre 1891, tandis que la Némésis de Sherlock Holmes n'est inventée qu'en 1893. « Hypnotiseur accompli et empoisonneur », Quartz est un « maniaque homicide qui n'aime rien tant que de disséquer les belles dames » et revient toujours d'entre les morts, précise l'essayiste Robert Sampson. Antithèse du héros qui enseigne le métier de détective, le docteur meurtrier dirige une école du crime où il inculque les rudiments des « poisons indécelables et des gaz mortels. »
En 1915, Nick Carter Weekly cesse d'être publié. Dans les années 1930, face au succès de The Shadow et de Doc Savage, Street & Smith relance Nick Carter dans un magazine pulp, qui est publié de 1933 à 1936. Des romans utilisent ce personnage pendant les années 1950, époque à laquelle existe aussi un feuilleton radiophonique, Nick Carter, Master Detective. 
En raison de la vogue dans les années 1960 du personnage de James Bond, le personnage devient un espion à partir de 1964. Plusieurs écrivains, dont Michael Avallone et Michael Collins, signent du pseudonyme Nick Carter les aventures du héros du même nom.

## Théâtre
- 1909 : Nick Carter, pièce en 5 actes et 8 tableaux d'Alexandre Bisson et Guillaume Livet, au théâtre de l'Ambigu (4 novembre) avec Henri Monteux dans le rôle-titre.

## Films

### États-Unis
Walter Pidgeon a joué ce personnage dans une trilogie produite par Metro-Goldwyn-Mayer : 
- 1939 : Nick Carter, Master Detective de Jacques Tourneur
- 1940 : Sky Murder
- 1940 : Phantom Raiders
- 1972 : Adventures of Nick Carter

### France

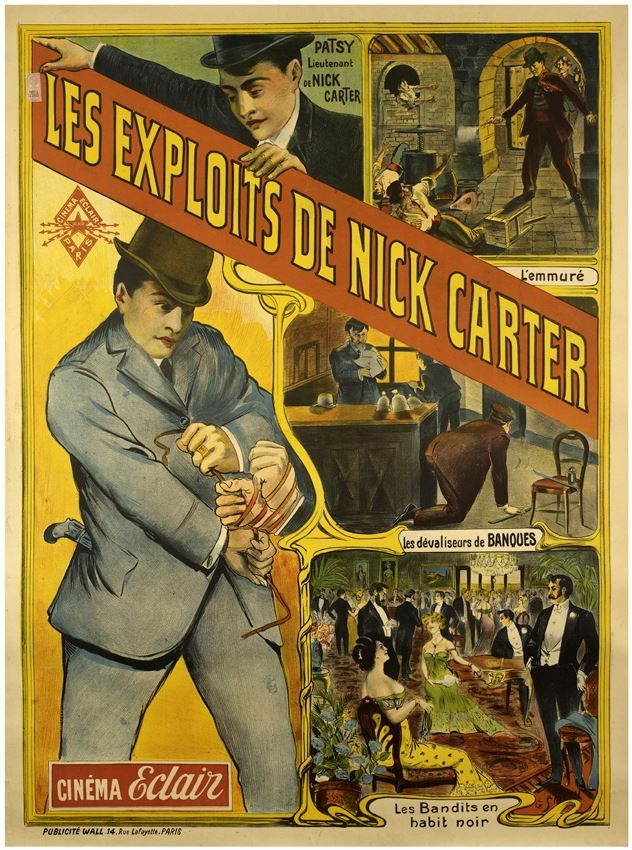
Affiche de Nick Carter, le roi des détectives (1908).

En 1908 la Société Française des Films Éclair engage Victorin Jasset pour créer un feuilleton basé sur les histoires de Nick Carter. Nick Carter, le roi des détectives, avec Pierre Bressol dans le rôle-titre, est produit en six épisodes fin 1908 et obtient un grand succès. Suivront d'autres films en 1909 et 1912 dont un contre Zigomar.
Dans les années 1960, Eddie Constantine joue ce personnage dans Nick Carter va tout casser (1964) et Nick Carter et le trèfle rouge (1965).
Un épisode de la série Les Grands Détectives lui est consacré en 1975 : Mission secrète.